# 塔城地区博物馆
塔城地区博物馆，即塔城红楼博物馆是中华人民共和国新疆维吾尔自治区塔城地区唯一的综合博物馆。坐落在国家重点文物保护单位塔城红楼内。2020年被评为国家三级博物馆。
塔城地区博物馆成立于2005年，2006年迁到塔城红楼内，总展厅面积1789平方米。设常设展《塔城地区历史陈列》《风雨彩虹 塔城爱国历史教育陈列展》等。截止2021年，塔城地区博物馆拥有馆藏文物近8080件（套），其中包括红衣四口陶壶在内的珍贵文物有49件（套）。

## 建馆历史
2005年，塔城地区博物馆正式成立。馆址位于塔城市团结路文化中心，建馆之初，塔城地区博物馆在文化中心二楼建有约300平方米的展厅。展览包括塔城地区历史文化和塔城地区民族民俗基本陈列。
2006年初，中国共产党塔城地区委员会和塔城地区行政公署决定对第六批全国重点文物保护单位塔城红楼扩建和修缮。修缮完毕的塔城红楼改做塔城地区博物馆使用，并命名为塔城红楼博物馆。塔城红楼博物馆拥有1789平方米的总展厅面积，分为上下两层。另有负一层的500平方米文物库房。2008年3月31日，塔城红楼博物馆正式开馆。同时期，博物馆免费对外开放。2008年7月，博物馆更名为塔城地区博物馆。彼时，塔城地区博物馆推出三个历史陈列，分别是《塔城地区历史文物》《和谐家园》《风雨彩虹——塔城爱国历史教育陈列展》。2016年，塔城地区文物局对博物馆再次进行修缮，并在2017年，对《风雨彩虹——塔城爱国历史教育陈列展》重新进行陈列。2018年，塔城地区博物馆再次对外开放。2020年，塔城地区博物馆被国家文物局定位国家三级博物馆。

## 主要陈列

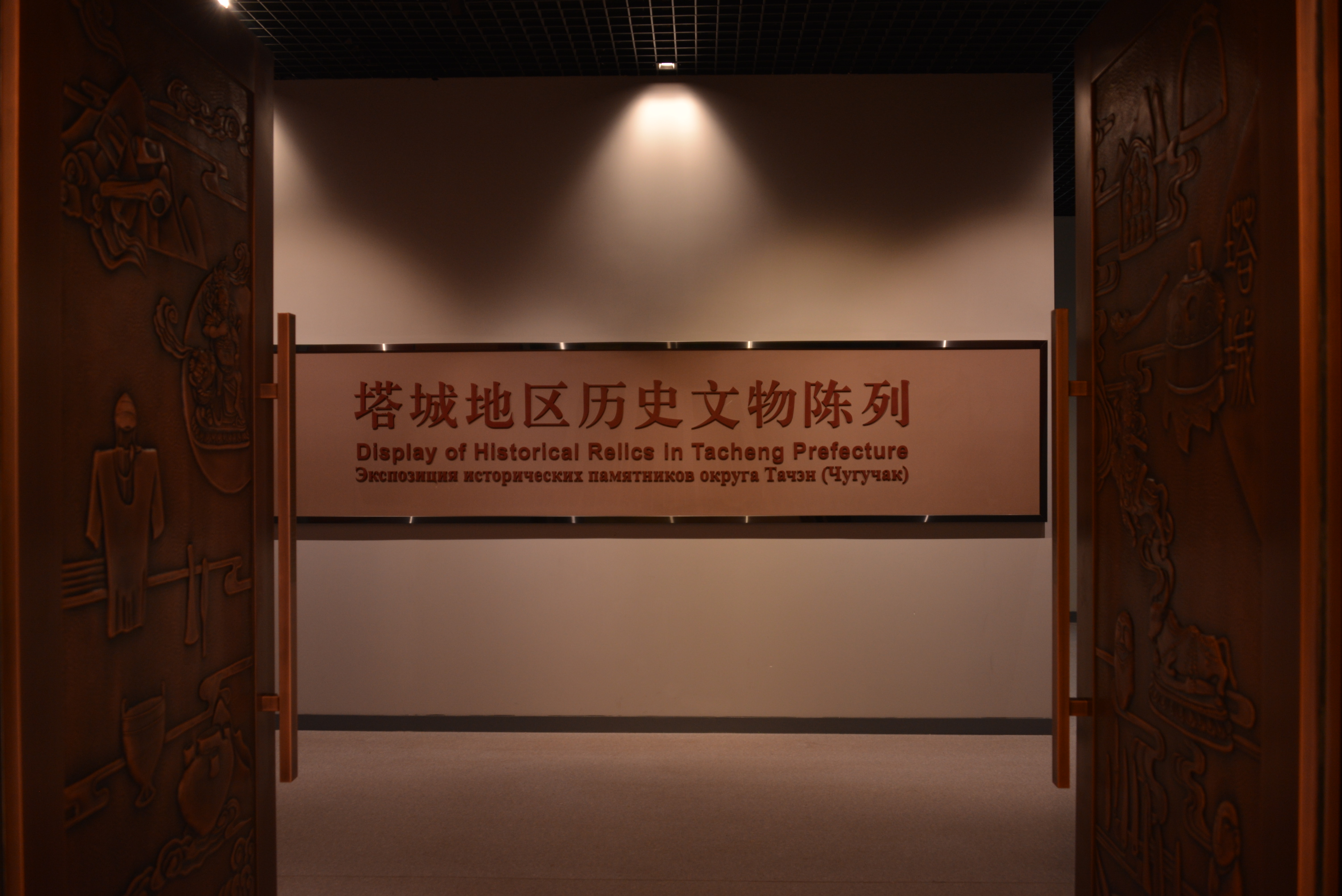
塔城地区历史文物陈列

### 塔城地区历史陈列
《塔城地区历史陈列》是塔城地区博物馆常设展之一，展出面积近600平方米。以塔城地区社会历史发展为线索，分为八个个部分。
《塔城地区历史陈列》以实物陈列为主，展出包括新疆目前发现最早的旧石器时代遗址之一的骆驼石旧石器遗址出土的文物，到隋唐时期开始在塔尔巴哈台山出现的草原石人复原，再到准噶尔汗国政治中心之一——道尔本厄鲁特森木古城之照片，以及清政府在同治新疆回变后，重新修建塔尔巴哈台城（绥靖城）的重建塔尔巴哈台绥靖城碑。另外，塔城地区博物馆还展出了卫拉特信仰的藏传佛教格鲁派的金、铜佛像。

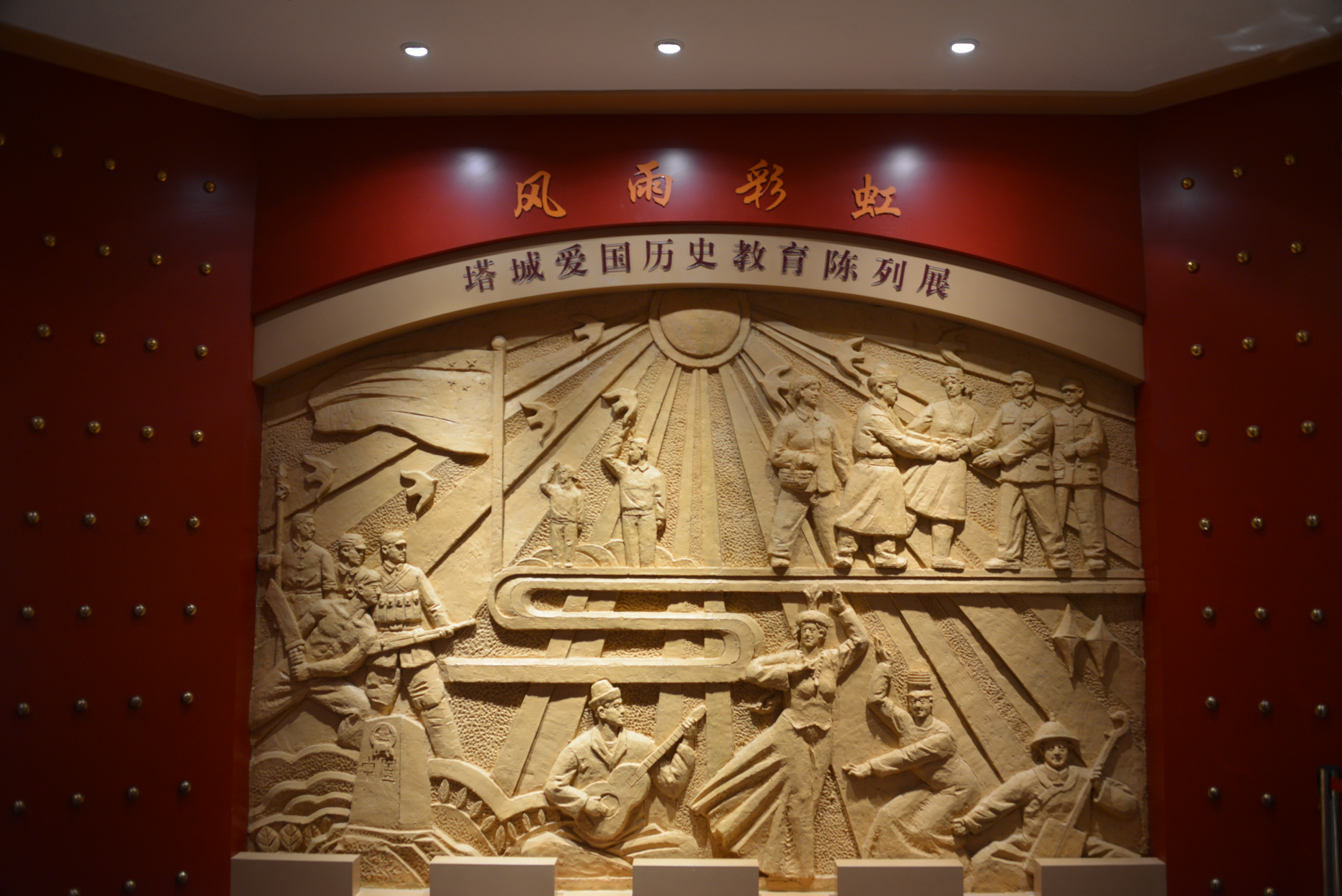
风雨彩虹 塔城爱国历史教育陈列展

### 风雨彩虹 塔城爱国历史教育陈列展
《风雨彩虹 塔城爱国历史教育陈列展》同样是塔城地区博物馆的常设展，展出面积近900平方米.分为两个部分，分别是“热血塔城爱国魂”和“英雄塔城兴国志”。陈列展通过实物、图片、油画、雕塑、景观等形式再现部分塔城重大历史事件。展出内容包括《蒙古-卫拉特法典》的颁布、土尔扈特东归、东北抗日义勇军归国等在塔城地区发生的历史事件情景复原，以及土尔扈特部核心人物策伯克多尔济、支援抗日的巴什拜·乔拉克·巴平、共产主义先驱杜别克·奴尔塔扎·夏勒恒巴也夫、建设塔城的赵剑锋、为国捐躯的孙龙珍等历史人物的故事、遗物。

## 重要文物

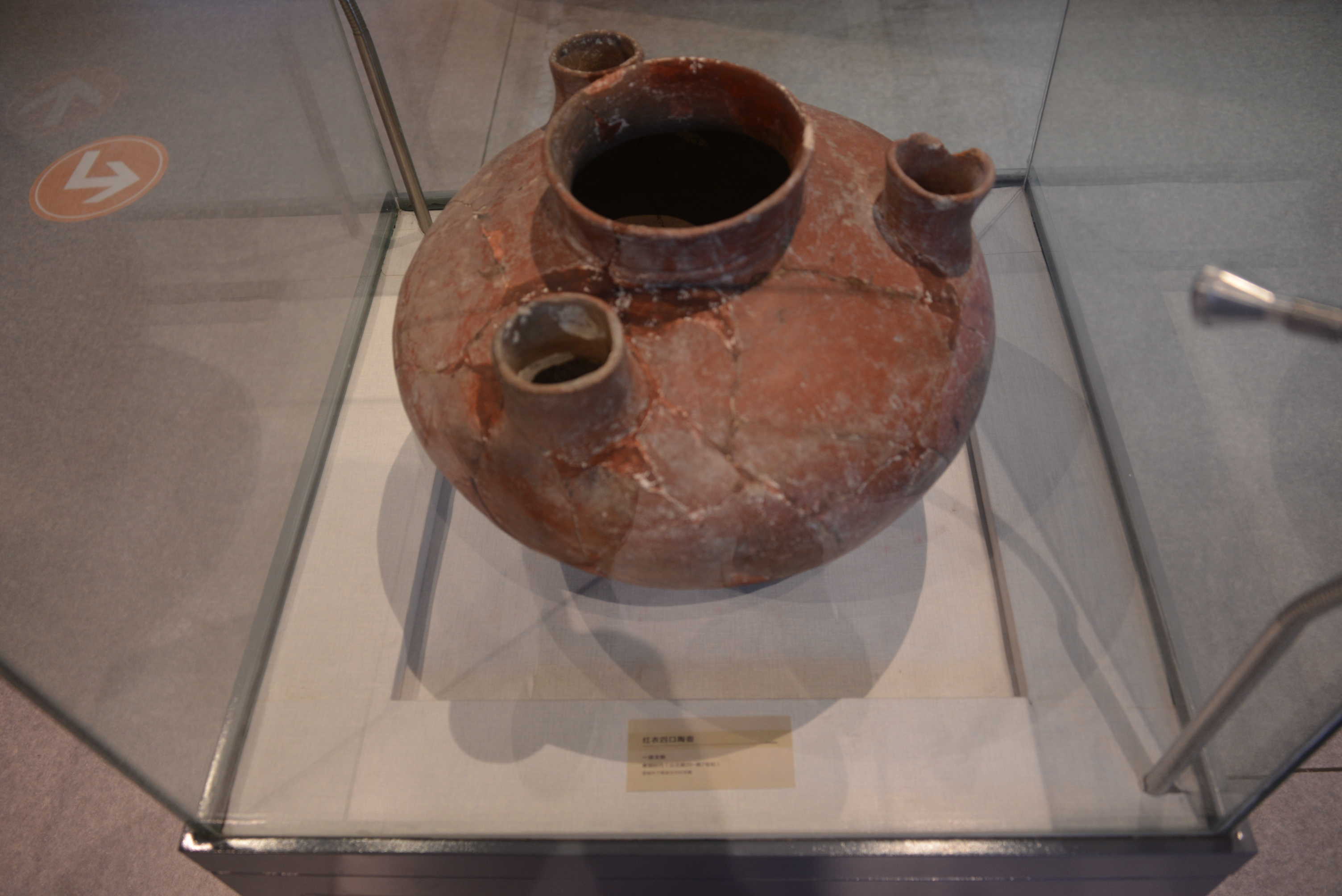
塔城红楼博物馆馆藏的红衣四口陶壶

截止2021年，塔城地区博物馆拥有馆藏文物近8080件（套），其中珍贵文物49件（套），包括6件国家一级文物，21件国家二级文物，22件国家三级文物。红衣四口陶壶被媒体和民众视为是塔城地区博物馆的镇馆之宝。

### 红衣四口陶壶
红衣四口陶壶是从塔城市二工镇下喀浪古尔村采集而来。陶壶是约为公元前800年的产物，为手工制作夹砂红陶。体型巨大，高36厘米。圆口稍敞，口为平沿、短领、歇肩，口径16厘米有余。陶壶鼓腹下斜，为平底，最大腹经46厘米，底径15厘米。在陶壶肩部有三个小口，小口直领，口径7厘米。陶壶表面经过打磨并装饰有红色陶衣，颈肩交界处有成圈的附加堆纹。
红衣四口陶壶为国家一级文物，保存较为完整，是已发现器型较大的四口陶壶。红衣四口陶壶为古人存放粮食或酒的容器，也可能是用于祭祀的陈设品。

## 社教与文保成果
自2012年起，塔城地区博物馆时常组织开展流动展览，将博物馆展览带进社区、乡镇村、学校、边远山区、军营等。流动展览包括《草原文明缩影》《奇特的文化遗迹—神秘的塔城岩刻画艺术》《塔城老建筑》等。如遇春节等传统节日，塔城地区博物馆会开展“迎新春，猜灯谜，送春联”“各民族齐聚一堂品年味，赏年俗”等活动。
国家文物局重点文物保护修复项目《塔城地区博物馆金属文物保护修复项目》对塔城地区博物馆馆藏的部分文物的修复提供了资金等方面的支持，所修复文物包括明代锁子甲、清代顶戴花翎等。

## 图库

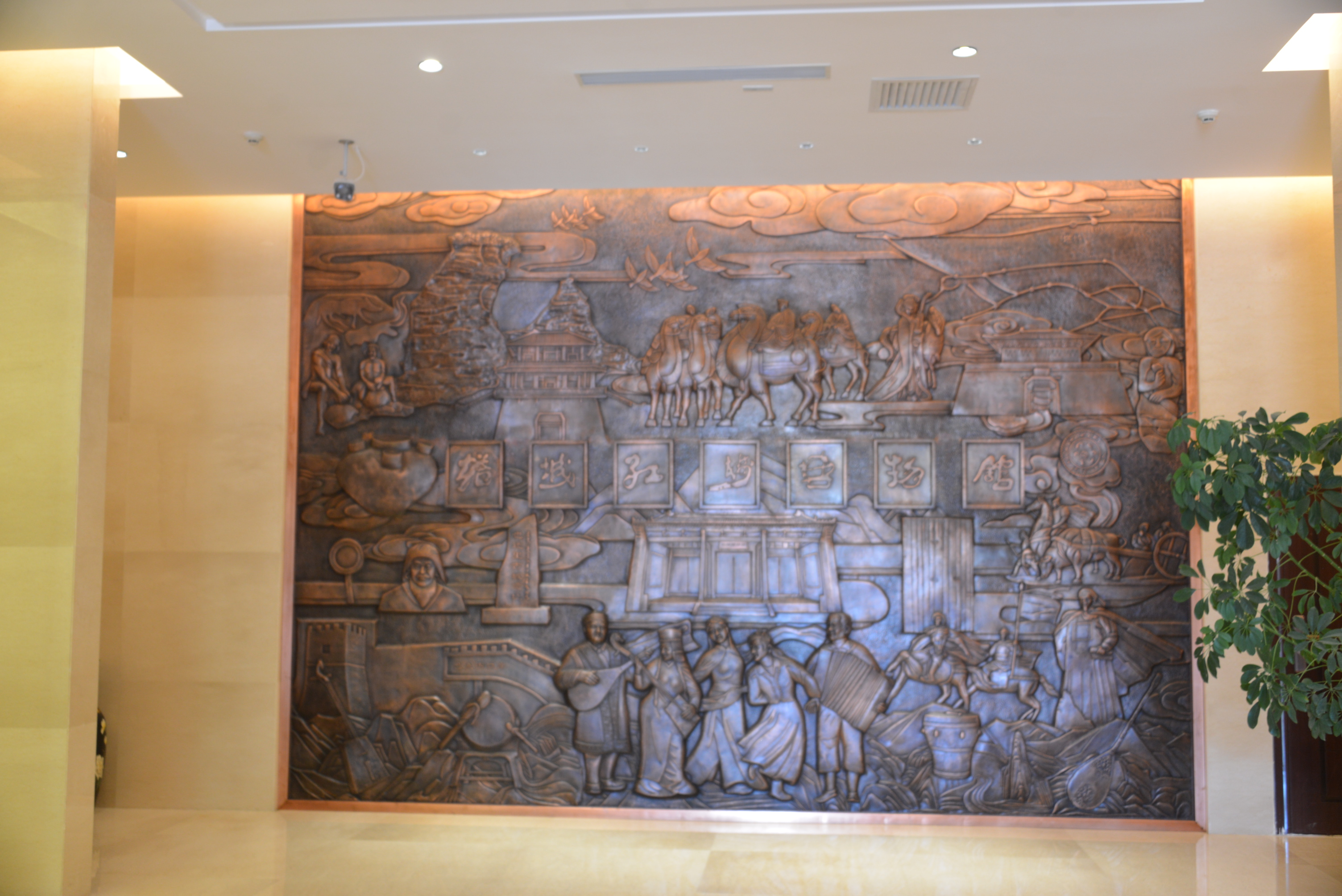
塔城地区博物馆 大厅
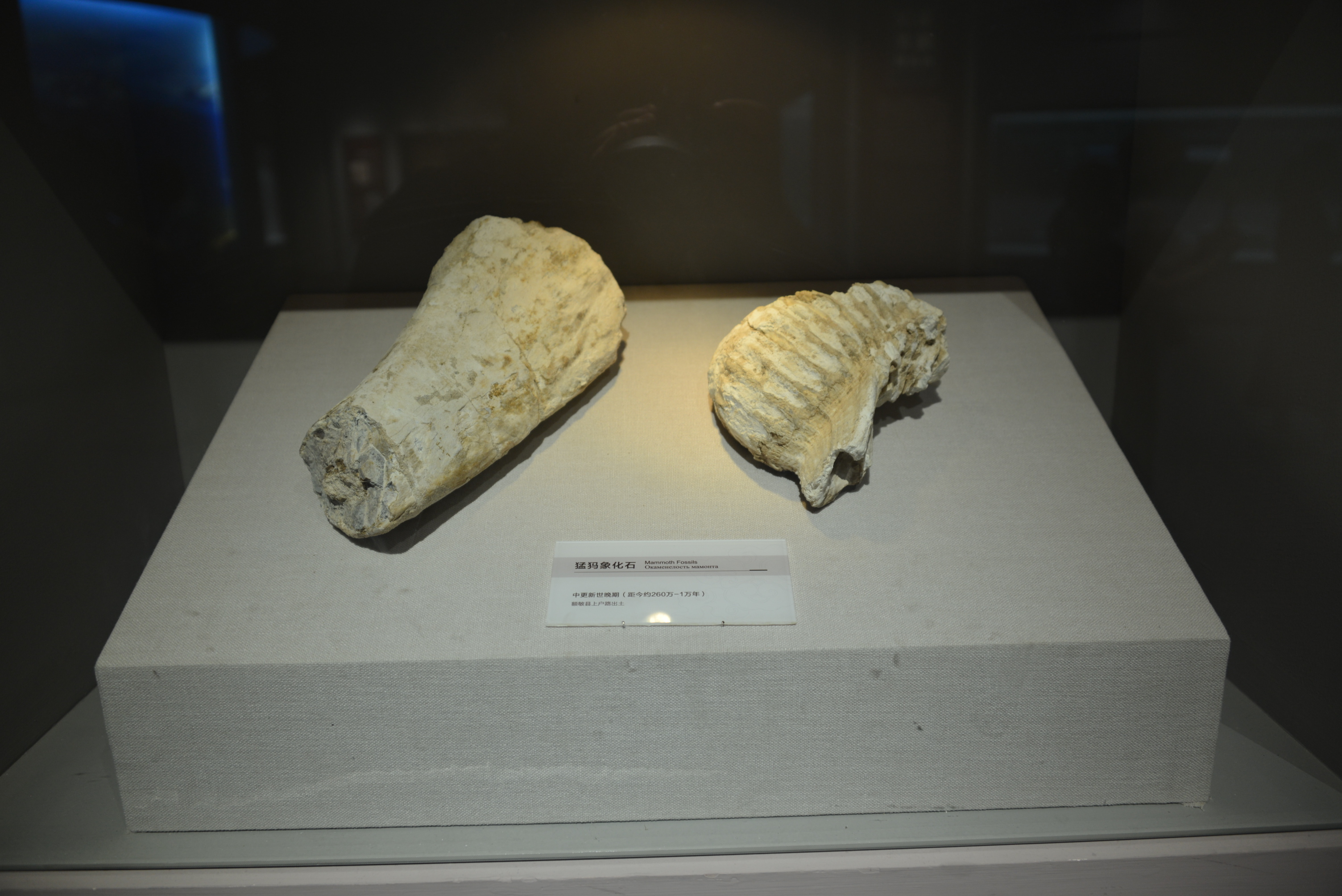
额敏县出土的猛犸象化石
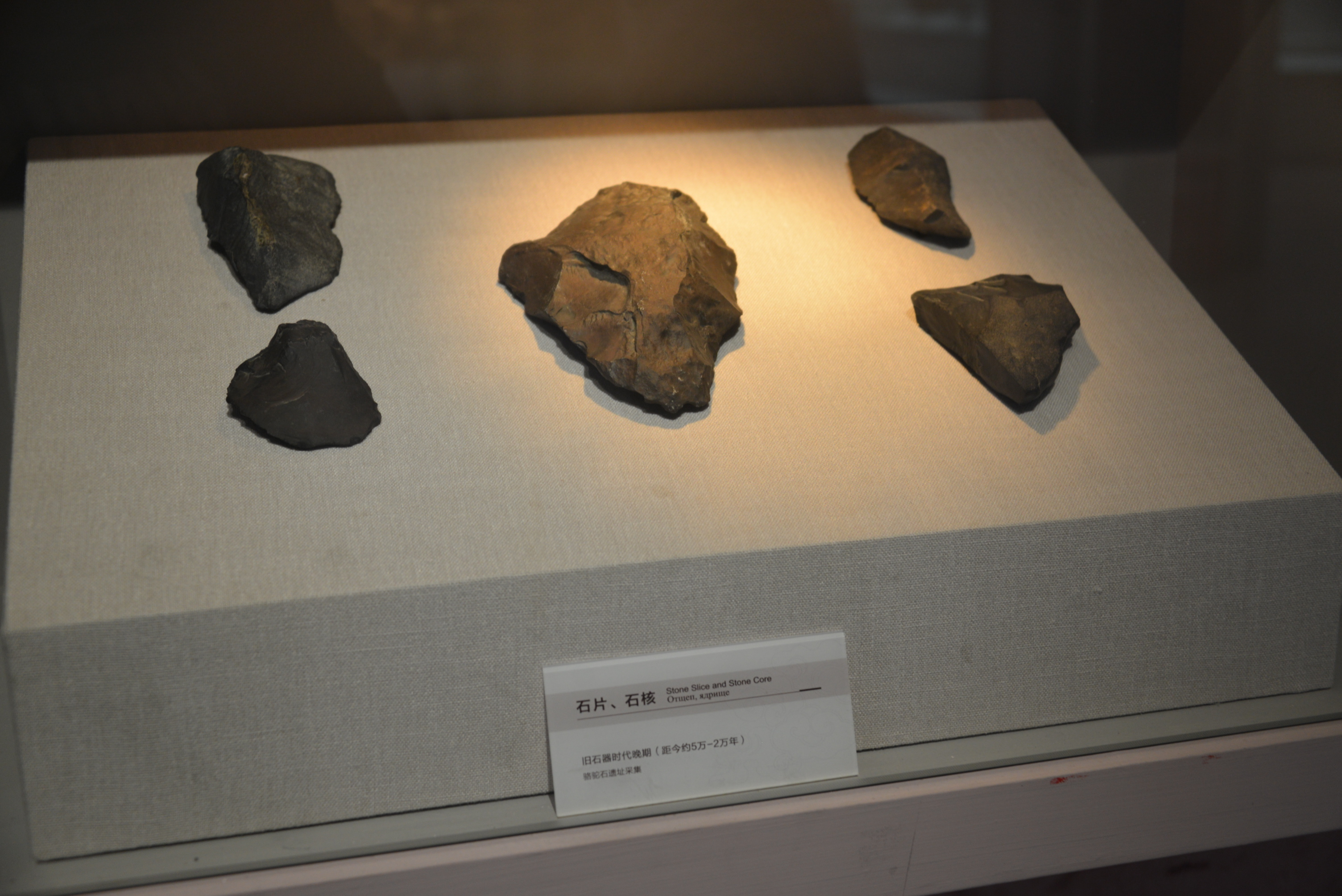
骆驼石旧石器遗址出土的石片、石核
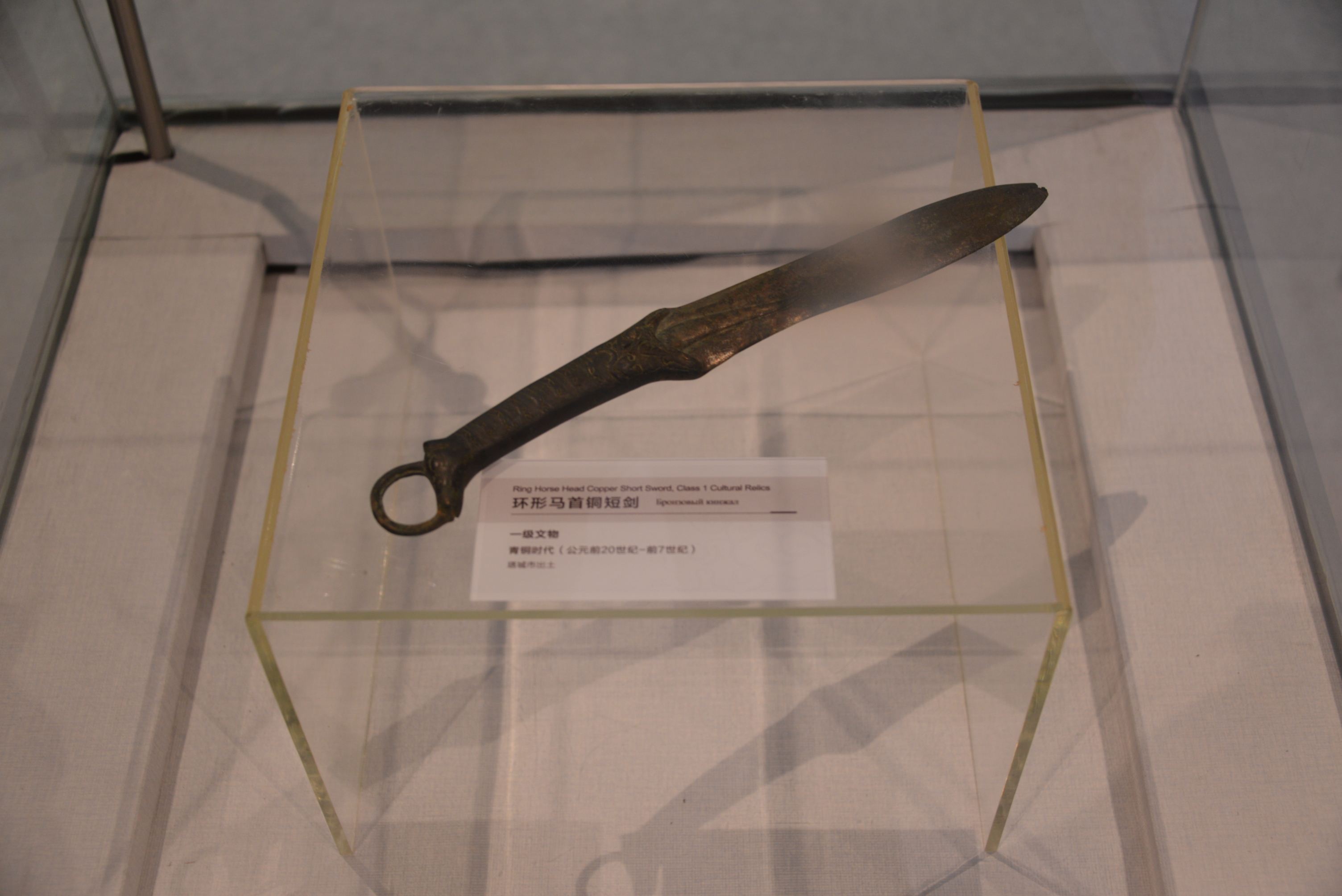
环首马头铜短剑
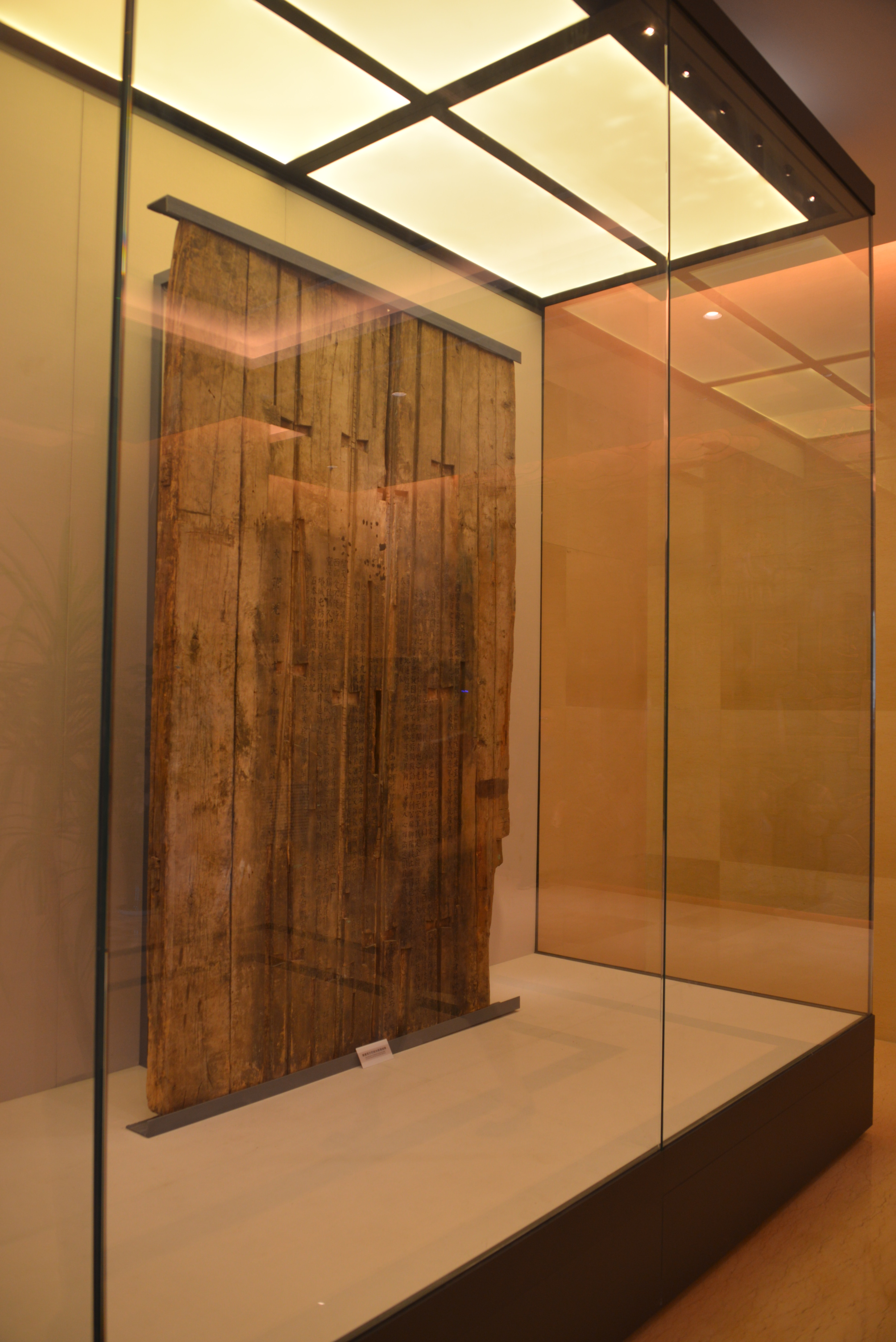
重建塔尔巴哈台绥靖城碑
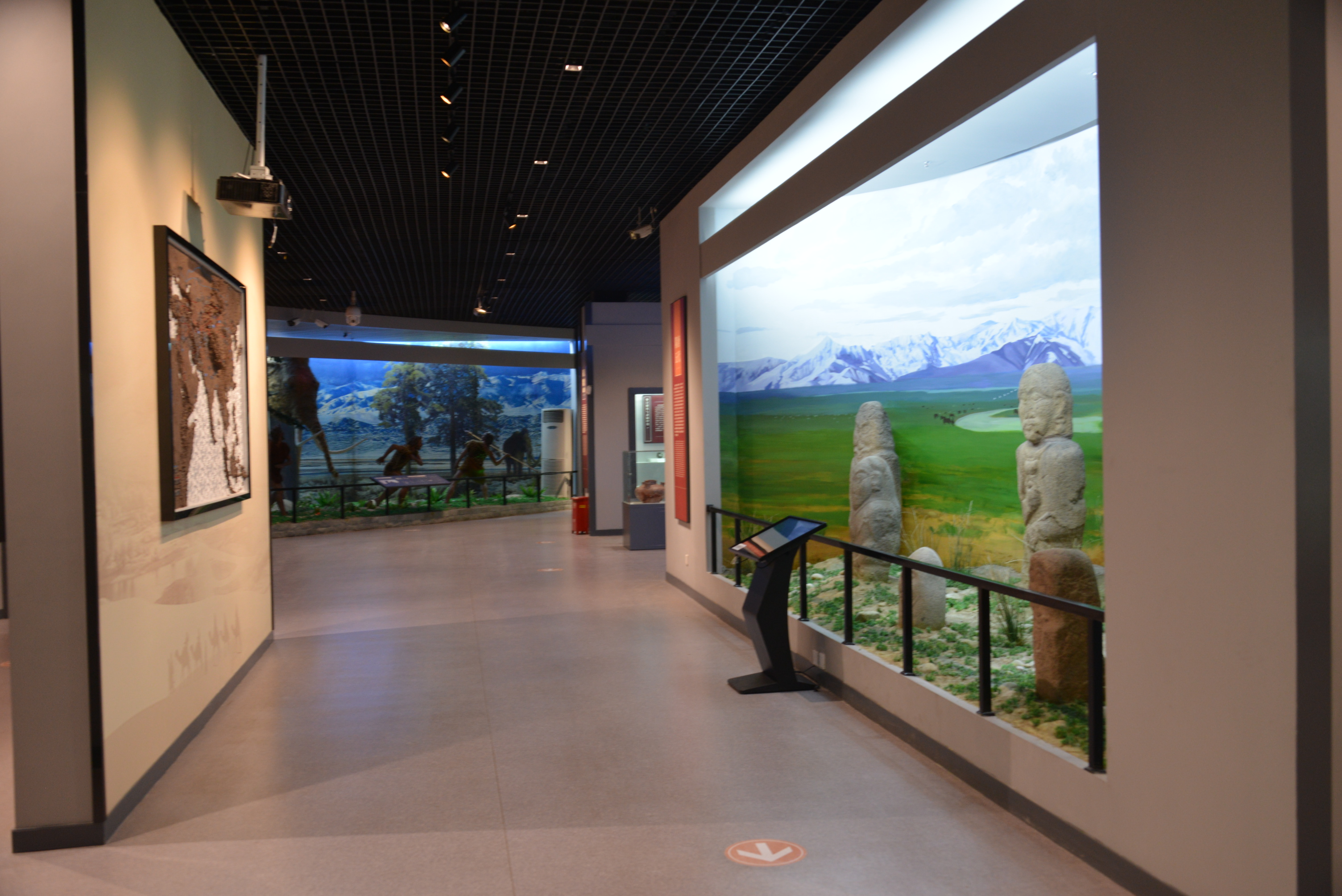
塔城地区博物馆一角 可以看到草原石人复原
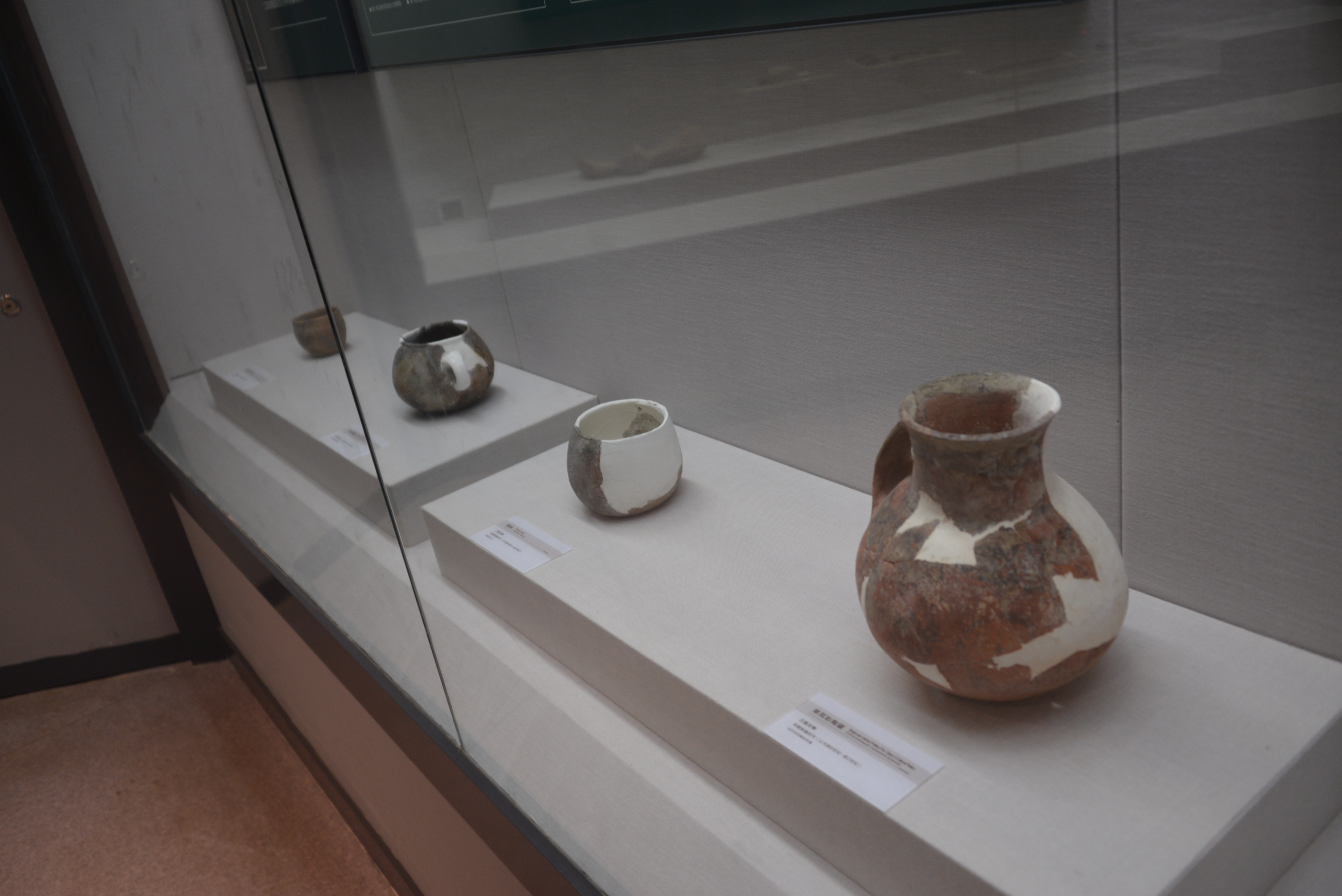
塔城地区博物馆展出的彩陶文物
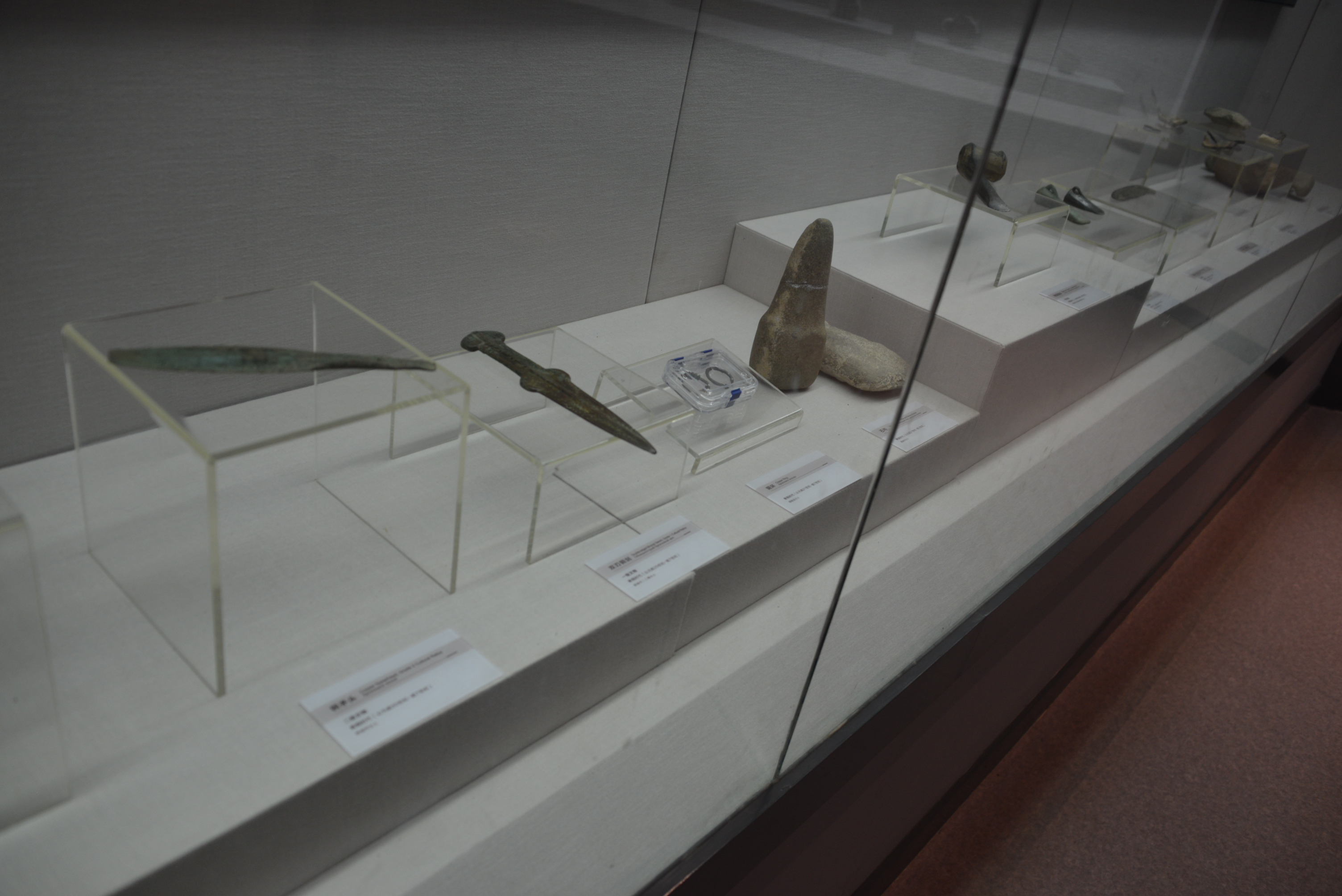
塔城地区博物馆展出的部分铜器、石器文物
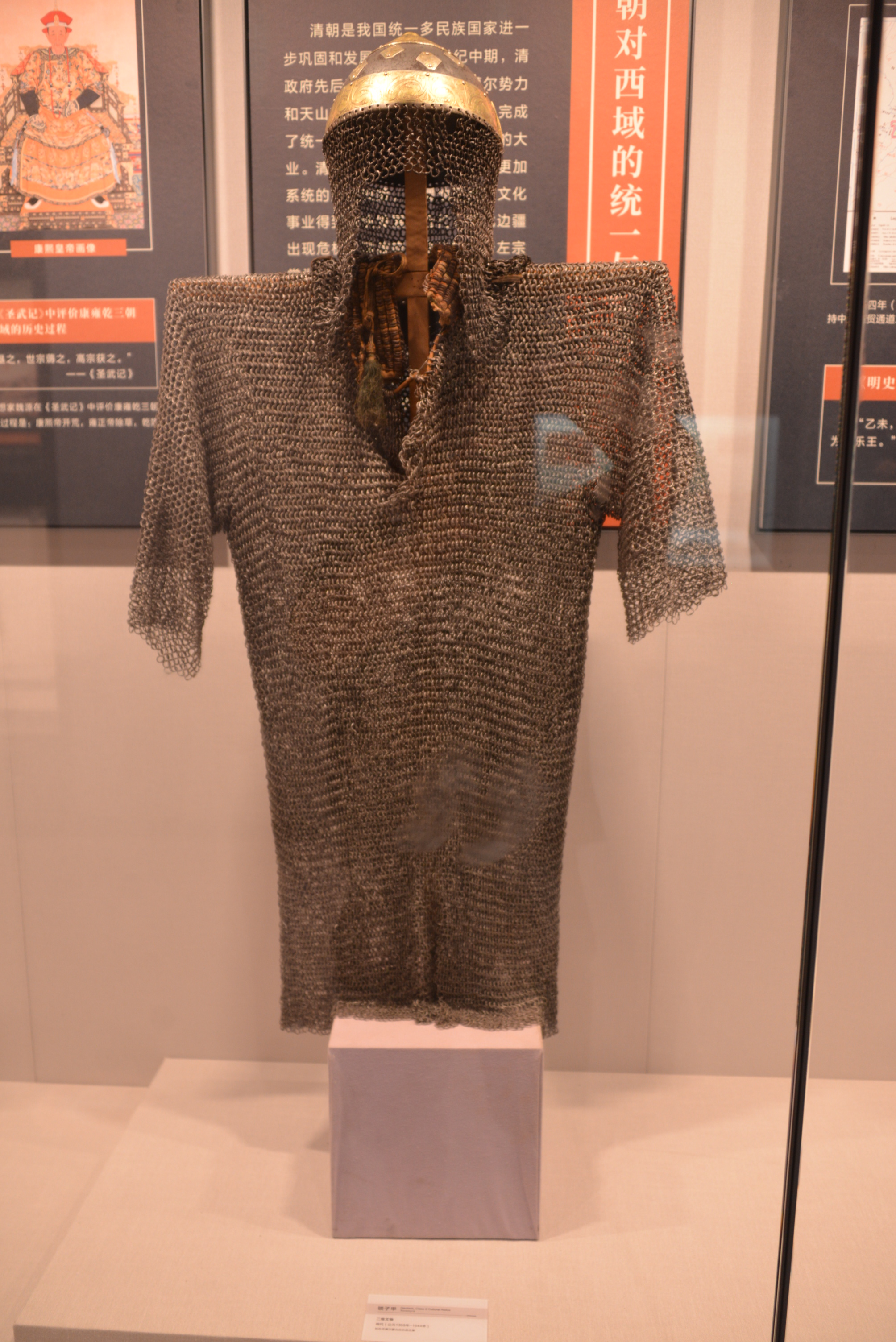
明代锁子甲
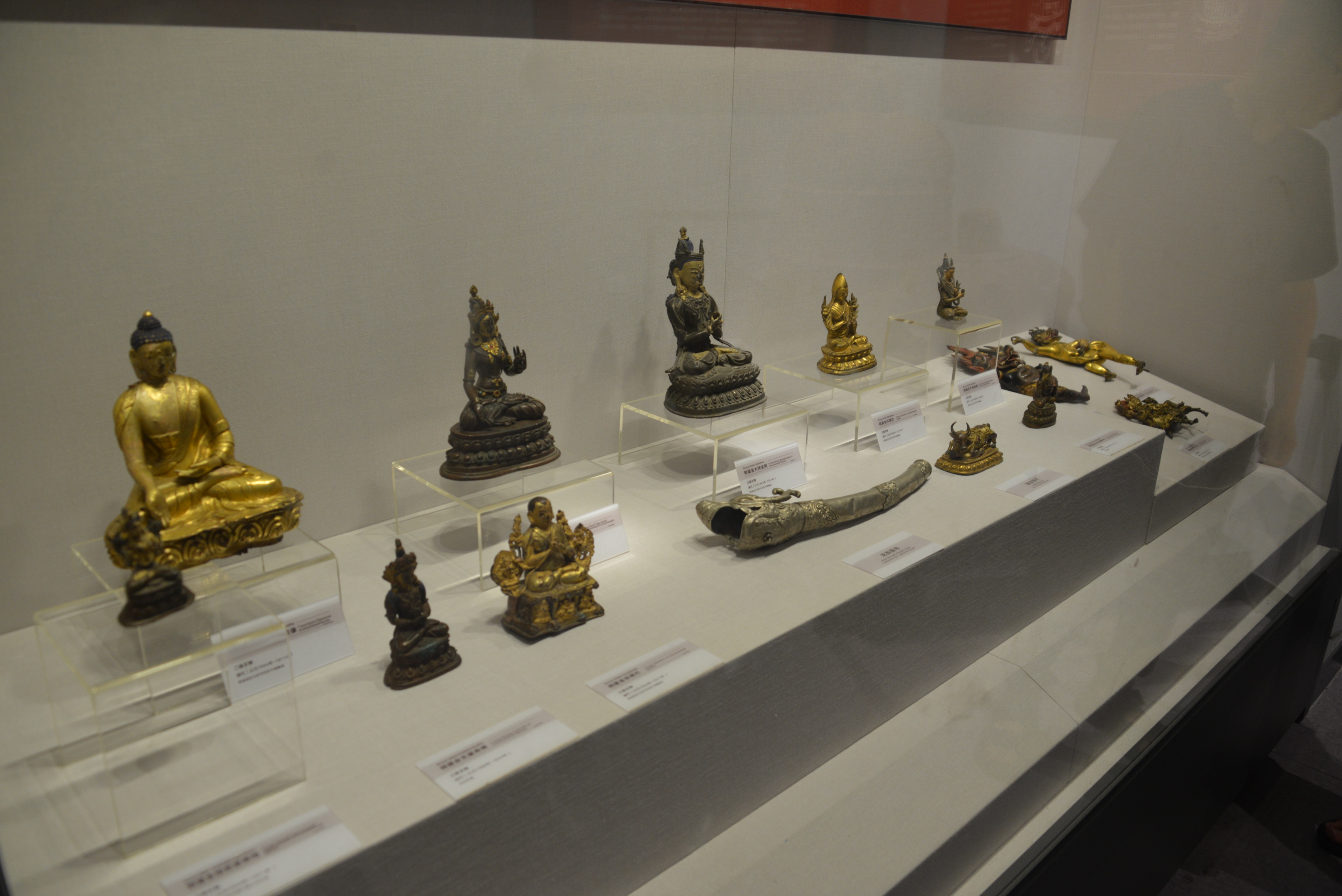
塔城地区博物馆展出的金、铜佛像
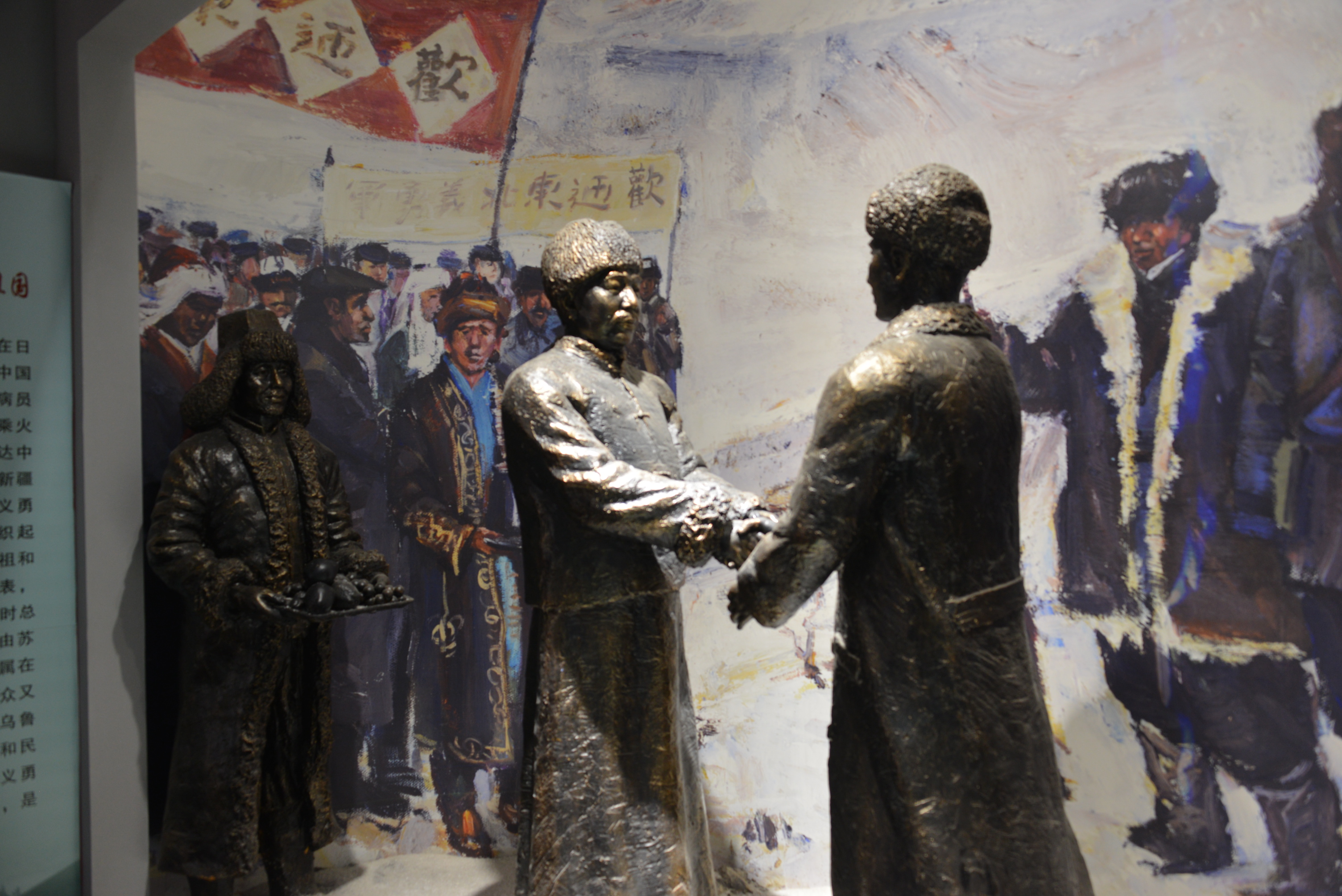
东北抗日义勇军归国复原场景及雕像
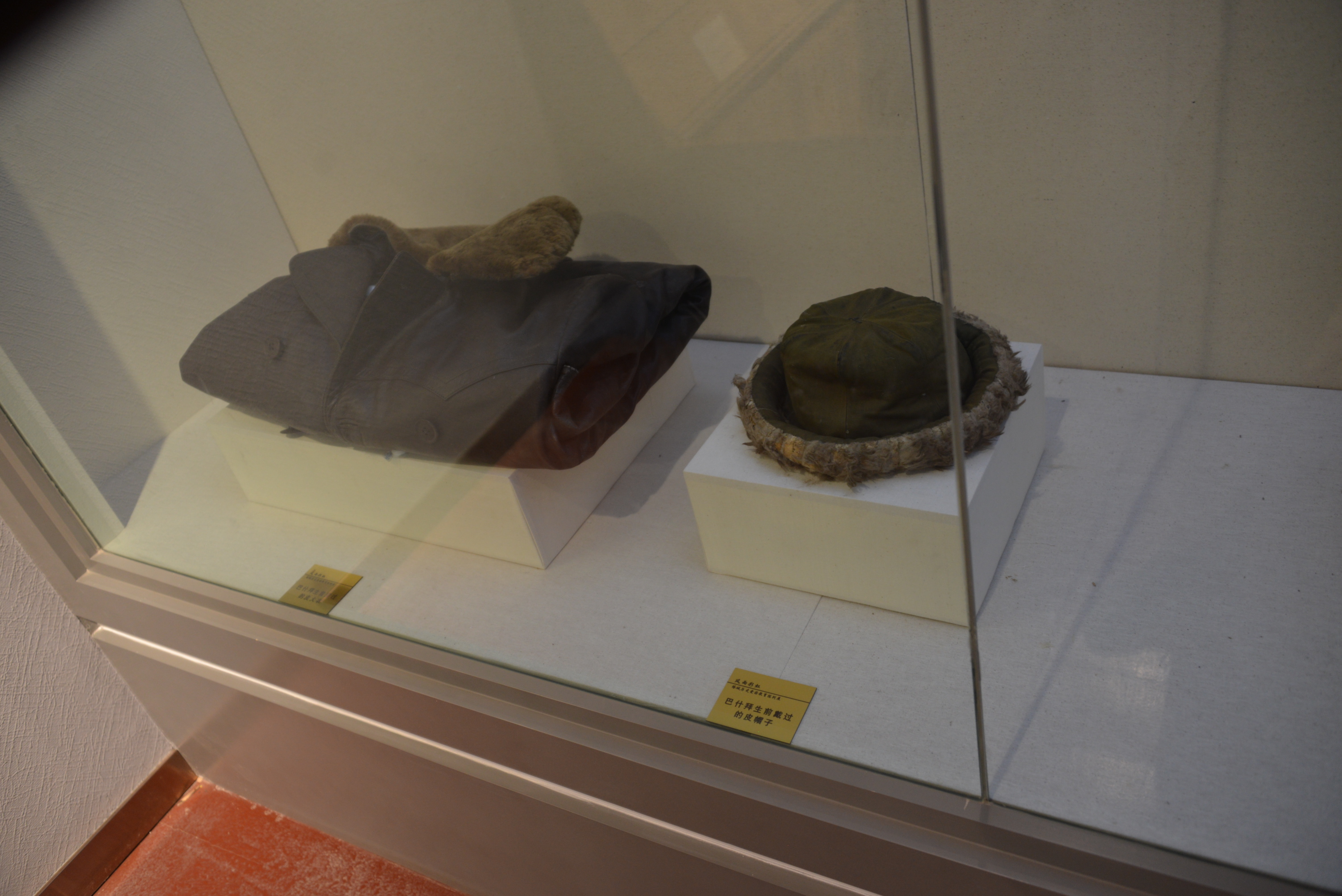
巴什拜·乔拉克·巴平的部分遗物